# Медаље спортиста Северне Македоније на међународним такмичењима
Медаље спортиста Северне Македоније на међународним такмичењима:

## Олимпијске игре

### Рвање
| Медаља | Спортиста         | Такмичење    | Дисциплина               |
| ------ | ----------------- | ------------ | ------------------------ |
| 3      | Мохамед Ибрахимов | 2000. Сиднеј | Слободни стил до 85 кг М |

### Теквондо
| Медаља | Спортиста         | Такмичење   | Дисциплина    |
| ------ | ----------------- | ----------- | ------------- |
| 2      | Дејан Георгиевски | 2020. Токио | преко 80 кг М |

## Светска првенства

### Карате
| Медаља | Спортиста      | Такмичење     | Дисциплина           |
| ------ | -------------- | ------------- | -------------------- |
| 3      | Жарко Арсовски | 2010. Београд | Кумите преко 84 кг М |
| 2      | Емил Павлов    | 2021. Дубаи   | Кумите до 67 кг М    |

### Рвање
| Медаља | Спортиста         | Такмичење        | Дисциплина               |
| ------ | ----------------- | ---------------- | ------------------------ |
| 2      | Мохамед Ибрахимов | 1998. Техеран    | Слободни стил до 85 кг М |
| 3      | Магомедгаџи Нуров | 2019. Нур Султан | Слободни стил до 97 кг М |

## Европска првенства

### Бокс
| Медаља | Спортиста  | Такмичење      | Дисциплина        |
| ------ | ---------- | -------------- | ----------------- |
| 3      | Мумин Вели | 2008. Ливерпул | Мува категорија М |

### Карате
| Медаља | Спортиста          | Такмичење         | Дисциплина                    |
| ------ | ------------------ | ----------------- | ----------------------------- |
| 2      | Иво Цветковски     | 2007. Братислава  | Кумите до 65 кг М             |
| 3      | Сашко Арсовски     | 2007. Братислава  | Кумите апсолутна категорија М |
| 3      | Ардита Исени       | 2008. Талин       | Кумите до 60 кг Ж             |
| 3      | Ардита Исени       | 2008. Талин       | Кумите до 60 кг Ж             |
| 2      | Наташа Илијевска   | 2009. Загреб      | Кумите до 55 кг Ж             |
| 3      | Огњен Груевски     | 2010. Атина       | Кумите до 84 кг Ж             |
|        | Наташа Илијевска   | 2011. Цирих       | Кумите до 55 кг Ж             |
| 3      | Берат Јакупи       | 2013. Будимпешта  | Кумите до 84 кг М             |
|        | Емил Павлов        | 2014. Тампере     | Кумите до 60 кг М             |
| 3      | Мартин Несторовски | 2015. Истанбул    | Кумите преко 84 кг М          |
| 3      | Емил Павлов        | 2016. Монпеље     | Кумите до 60 кг М             |
| 2      | Берат Јакупи       | 2017. Коџаели     | Кумите до 84 кг М             |
| 3      | Јована Георгиева   | 2017. Коџаели     | Кумите до 55 кг Ж             |
|        | Емил Павлов        | 2018. Нови Сад    | Кумите до 60 кг М             |
| 3      | Емил Павлов        | 2019. Гвадалахара | Кумите до 60 кг М             |

### Рвање
| Медаља | Спортиста         | Такмичење        | Дисциплина               |
| ------ | ----------------- | ---------------- | ------------------------ |
| 3      | Валериј Верхушин  | 1996. Будимпешта | Слободни стил до 74 кг М |
|        | Мохамед Ибрахимов | 1999. Минск      | Слободни стил до 85 кг М |
| 3      | Мурад Рамазанов   | 2005. Варна      | Слободни стил до 60 кг М |
| 3      | Мурад Рамазанов   | 2007. Софија     | Слободни стил до 60 кг М |
| 3      | Владимир Егоров   | 2019. Букурешт   | Слободни стил до 57 кг М |

### Теквондо
| Медаља | Спортиста         | Такмичење    | Дисциплина |
| ------ | ----------------- | ------------ | ---------- |
| 3      | Петра Матијашевић | 2016. Монтре | до 73 кг Ж |